# Chema García Ibarra
Chema García Ibarra (Elx, 1980) és un director, guionista i productor de cinema. És llicenciat en Publicitat i Relacions Públiques per la Universitat d'Alacant.

## Trajectòria
Resident a la pedania il·licitana de Carrús, el seu curtmetratge El ataque de los robots de Nebulosa-5 es va convertir en un dels més premiats de l'any 2009, amb més de 110 guardons i 350 seleccions en festivals de tot el món, incloent la Quinzena de Realitzadors del 62è Festival Internacional de Cinema de Canes, el Festival de Cinema de Sundance, el Festival Internacional de Cinema de Chicago, l'Ann Arbor Film Festival, l'Internationale Kurzfilmtage Winterthur i el Fantastic Fest d'Austin. Després d'aconseguir la preselecció als Oscar i als Premis Goya, va guanyar el Méliès d'Or al millor curtmetratge fantàstic europeu i va ser considerat el tercer millor curt espanyol de la dècada segons l'enquesta a directors, productors i distribuïdors del Festival de Cinema d'Alcalá de Henares.
El 2010 va escriure, produir i dirigir Protopartículas, guanyador d'una Menció d'Honor al Festival de Sundance i de premis en d'altres festivals internacionals. El curtmetratge va ser llistat com un dels millors de l'any per la revista Cahiers du cinéma.
El guió del seu curtmetratge Misterio va guanyar el premi Projecte Curt Canal+ al Festival de Cinema de Gijón i es va estrenar internacionalment en la secció oficial de curtmetratges del Festival Internacional de Cinema de Berlín el 2013, on va aconseguir la nominació a Millor curtmetratge europeu. El 2016, amb el seu curtmetratge La disco resplandece, va ser premiat al Festival de Cinema d'Alcalá d'Henares.
L'any 2021 guanyà el premi al millor llargmetratge de ficció, millor guió i millor direcció artística dels Premis Berlanga amb la seua òpera prima Espíritu sagrado. En el film, que va participar també al Festival Internacional de Cinema de Locarno, s'integra l'esotèric i allò quotidià en la història d'un grup ufològic que es reuneix setmanalment per a intercanviar informació sobre missatges extraterrestres i abduccions.